# (131) Völva
(131) Völva és un asteroide del cinturó d'asteroides descobert el 24 de maig de 1873 per Christian Heinrich Friedrich Peters des de l'observatori Litchfield de Clinton, Estats Units d'Amèrica. Va rebre el nom de Wala per una profetisa de les mitologies escandinava i germànica. S'hi troba a una distància mitjana del Sol de 2,432 ua, i pot apropar-se fins a 2,266 ua. Té una excentricitat de 0,06801 i una inclinació orbital de 4,96°. Volta el Sol en 1.385 dies.